# Drusus bayburtii
Drusus bayburtii is een schietmot uit de familie Limnephilidae. De soort komt voor in het Palearctisch gebied.